# ヘシオドスとムーサ (ギュスターヴ・モロー)
『ヘシオドスとムーサ』（仏: Hésiode et la Muse, 英: Hesiod and the Muse）は、フランス象徴主義の画家ギュスターヴ・モローが晩年の1891年に制作した絵画である。『ヘシオドスとミューズ』とも表記される。油彩。主題は古代ギリシアの詩人ヘシオドスと彼に詩の霊感を授けたと歌われている芸術の女神ムーサたちから採られている。この主題はギュスターヴ・モローが最も多くのバージョンを制作したモチーフの1つで、その中でも本作品は詩人となったヘシオドスとそれを教え導くムーサを色彩鮮やかに描いている。画家、美術評論家であり、美術アカデミーの書記であったアンリ・ドラボルド伯爵のために制作された。現在はパリのオルセー美術館に所蔵されている。

## 主題
ヘシオドスの『神統記』の序歌や『仕事と日』によると、ヘシオドスはもともと詩人ではなく、父の代からボイオティア地方の寒村アスクラに住み、農業や牧畜に従事する青年であった。ところが、あるときヘシオドスがヘリコン山の麓で羊の世話をしていると、詩歌の女神であるムーサたちが現れて彼に月桂樹の杖を授け、神々を称える詩歌を歌わせるためにヘシオドスの中に神の声を吹き込んだという。その後、詩人となったヘシオドスはエウボイア島の都市カルキスに赴き、アムピダマス王の葬礼競技に出場すると、歌の競技で優勝し賞品の鼎を得た。ヘシオドスは帰国するとそれをヘリコン山のムーサに奉納した。

## 作品
ヘシオドスは緑の月桂冠を頭に戴き、大きな竪琴の弦を爪弾きながら歩みを進めている。その背後ではムーサが宙に浮かびながら詩人に付き添い、竪琴の弾き方を教えるかのように詩人の肩越しに右腕を伸ばして助言をささやいており、ヘシオドスは物思いにふけるような表情でムーサの声に耳を傾けている。モローは縦長の画面のほぼ全面を使ってヘシオドスとムーサを描いている。ムーサは9人姉妹の女神とされるが、ここでは1人の女神によって表されている。ムーサはエメラルドグリーンの翼を広げ、赤い色の衣服を身にまとっている。半裸のヘシオドスも鮮やかな緑と赤の縞模様の腰帯を身に着けている。ムーサもまた竪琴を携えており、左手には黄金の月桂樹の葉を持っている。両者の竪琴はいずれも工芸品のように美しく、細部まで描き込まれている。空は明るく、色彩は鮮やかである。女神の頭上には星が輝き、遠景の切り立った山の山頂には白い大理石で建造された古代ギリシア風の神殿と、その周辺を飛翔する1羽の鳥が見える。画面左の背景にはかすかに海が見え、また画面右の深い谷間には赤い翼の鳥たちと水の流れが見える。画面下にはアンリ・ドラボルド伯爵への献辞が木の板に彫刻された碑文の体で書き込まれている。

美術アカデミー終身書記アンリ・ドラボルド伯爵へ。深い感謝と親愛なる尊敬を込めて。ギュスターヴ・モロー。1891年。

### 源泉
モローがこの主題を知るきっかけになった作品の1つはジョン・フラックスマンと考えられている。モローは父からフラックスマンの作品集を譲り受けていたが、その中に同主題を描いたものがあった。本作品の直接のイメージの源泉としては、ロマン主義の画家ウジェーヌ・ドラクロワがブルボン宮殿の図書室のために製作した『ヘシオドスとムーサ』（Hésiode et la Muse, 1846年-1847年）が指摘されている。そこではムーサは家畜の世話をしながら眠ってしまったヘシオドスに詩的霊感を授けるべく現れている。
モローがこの主題を最初に描いたのは、シャセリオー死後の1857年から1859年にかけて旅行したイタリアにおいてである。このときモローはヘシオドスとムーサを主題とする精巧な素描を2点制作している。第1の素描『ヘシオドスとムーサ』（Hésiode et la Muse, 1857年, フォッグ美術館所蔵）では、ヘシオドスはプリュギア帽子を被り、杖を携えた牧人として描かれ、ムーサは竪琴と月桂冠を携えた姿で、ヘシオドスに詩の霊感を授けるために現れている。第2の素描『ヘシオドスとムーサ』（Hésiode et la Muse, 1858年, カナダ国立美術館所蔵）では、ムーサに初めて翼が描かれ、ヘシオドスに霊感を授けるために身を屈めている。これ以降、モローはいくつかの異なるバージョンの作品を制作しているが、その多くでヘシオドスを牧人の姿で描いている。

### 牧人から詩人へ

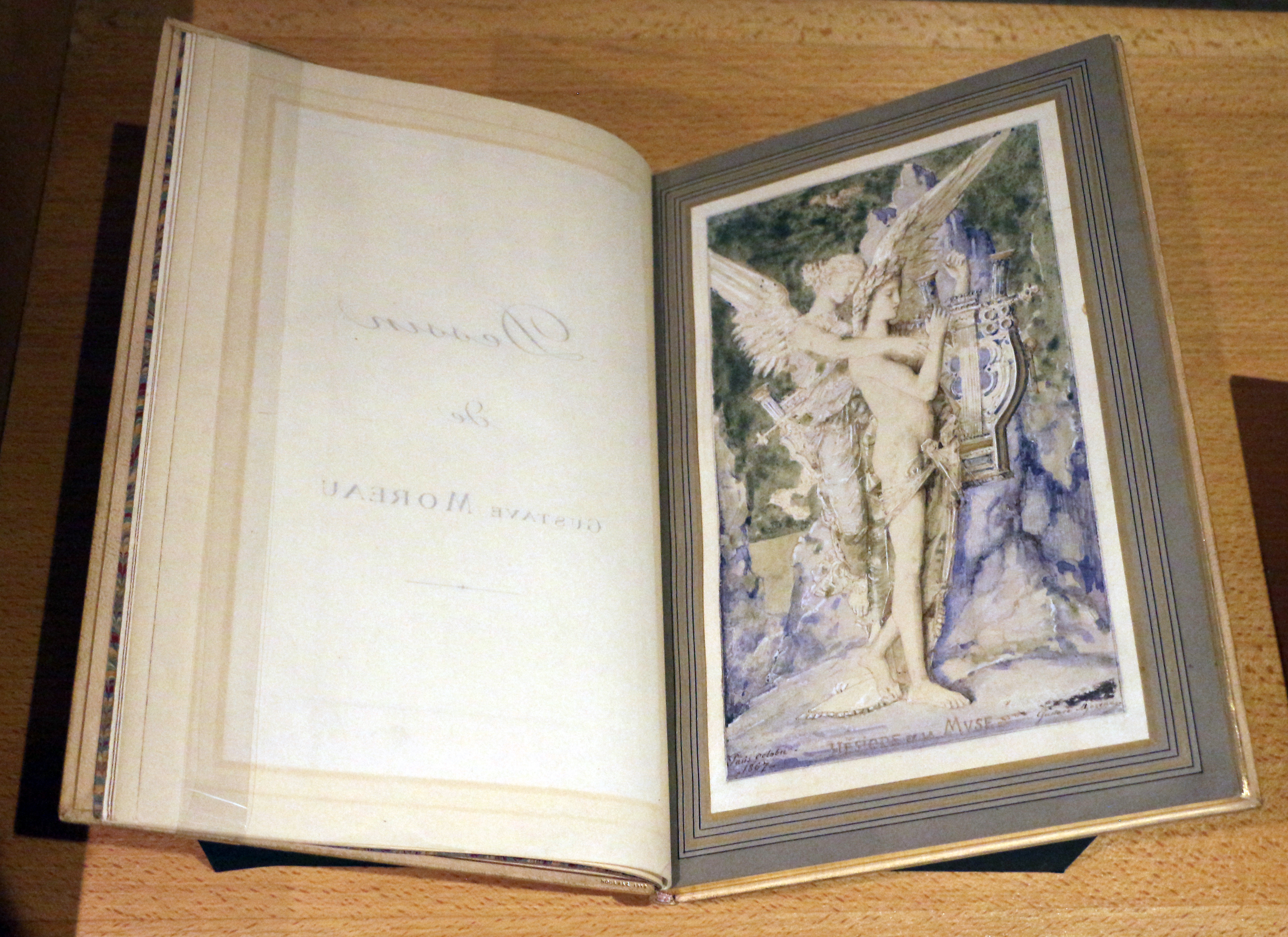
本作品よりも早い1867年の水彩画。1869年のアルフォンス・ルメール版『神統記』の挿絵に使用された。カルースト・グルベンキアン美術館所蔵。

本作品の図像はギュスターヴ・モロー美術館に所蔵されている1860年の素描（Des. 62）までさかのぼる。この素描は本作品と構図的に極めて近いマドリードのティッセン＝ボルネミッサ美術館の水彩画『声』（Les Voix, 1880年）の原型となったもので、「歩くヘシオドスと背後のムーサ」、遠景の「神殿」および「鳥」といった要素がすでにこの段階で表れている。さらに7年後の1867年に、これらの要素を引き継ぎつつ、本作品の原型となる水彩画『ヘシオドスとムーサ』（Hésiode et la Muse）を制作した。本作品の構図がほぼ完成したのはこのときである。
しかし本作品と『声』との間には明確な相違点も存在する。『声』ではムーサは右手ではなく黄金の月桂冠を持った左手を前に掲げており、ヘシオドスに詩の霊感を授けるために現れているが、ヘシオドスはいまだプリュギア帽子を被り、牧杖を携えた牧人の姿のままである。これに対して1867年の水彩画や本作品では、月桂冠を戴き、竪琴を持っていることから分かるように、詩人となったヘシオドスを描いている。
なお、美術史家ハンス・H・ホフシュテッターによると、遠景の古代ギリシア風の神殿は、ドミニク・アングルの『ホメロス礼賛』（L'Apothéose d'Homère）に描かれた神殿と関連している。

## 来歴
絵画に記された献辞は画家が1891年にアンリ・ドラボルド伯爵に贈ったものであることを伝えている。おそらく1888年にモローが美術アカデミーの会員に選ばれたことへの返礼と考えられている。以来伯爵夫妻のコレクションであったと考えられるが、所有していた期間は不明瞭である。その後、絵画はエティエンヌ・ブロン（Etienne Blanc）が所有し、1961年にルーヴル美術館のために国立美術館（Musées nationaux）に寄贈すると、同年のうちにルーヴル美術館に配属された。また同年にルーヴル美術館で催されたギュスターヴ・モロー展で展示された。その後、1986年にオルセー美術館に移されて現在にいたる。

## ギャラリー
その他のバージョンには以下のような作品が知られている。その中にはより原典に忠実にムーサを複数で描いたものもある。

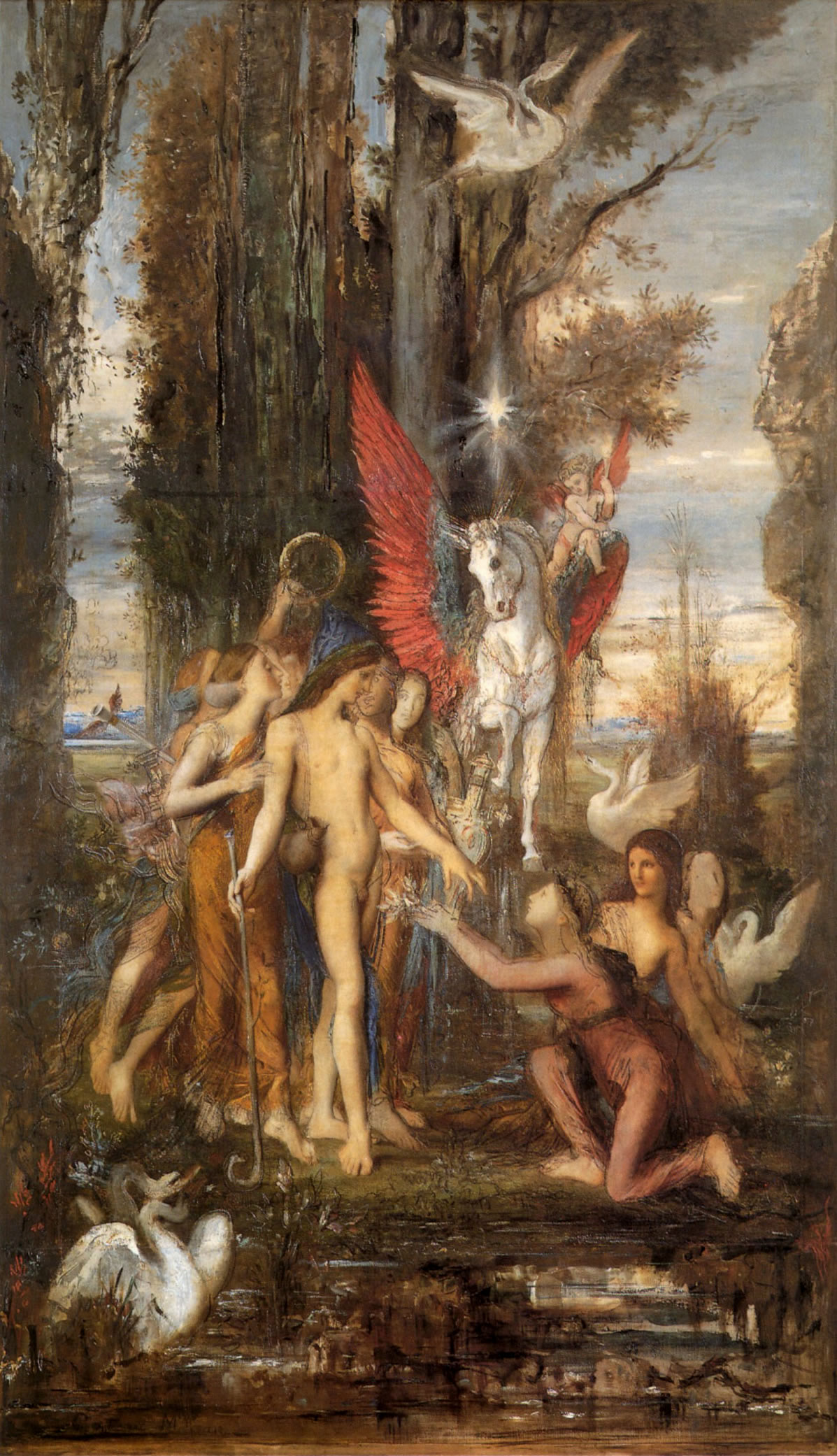
『ヘシオドスとムーサたち』1860年 ギュスターヴ・モロー美術館所蔵
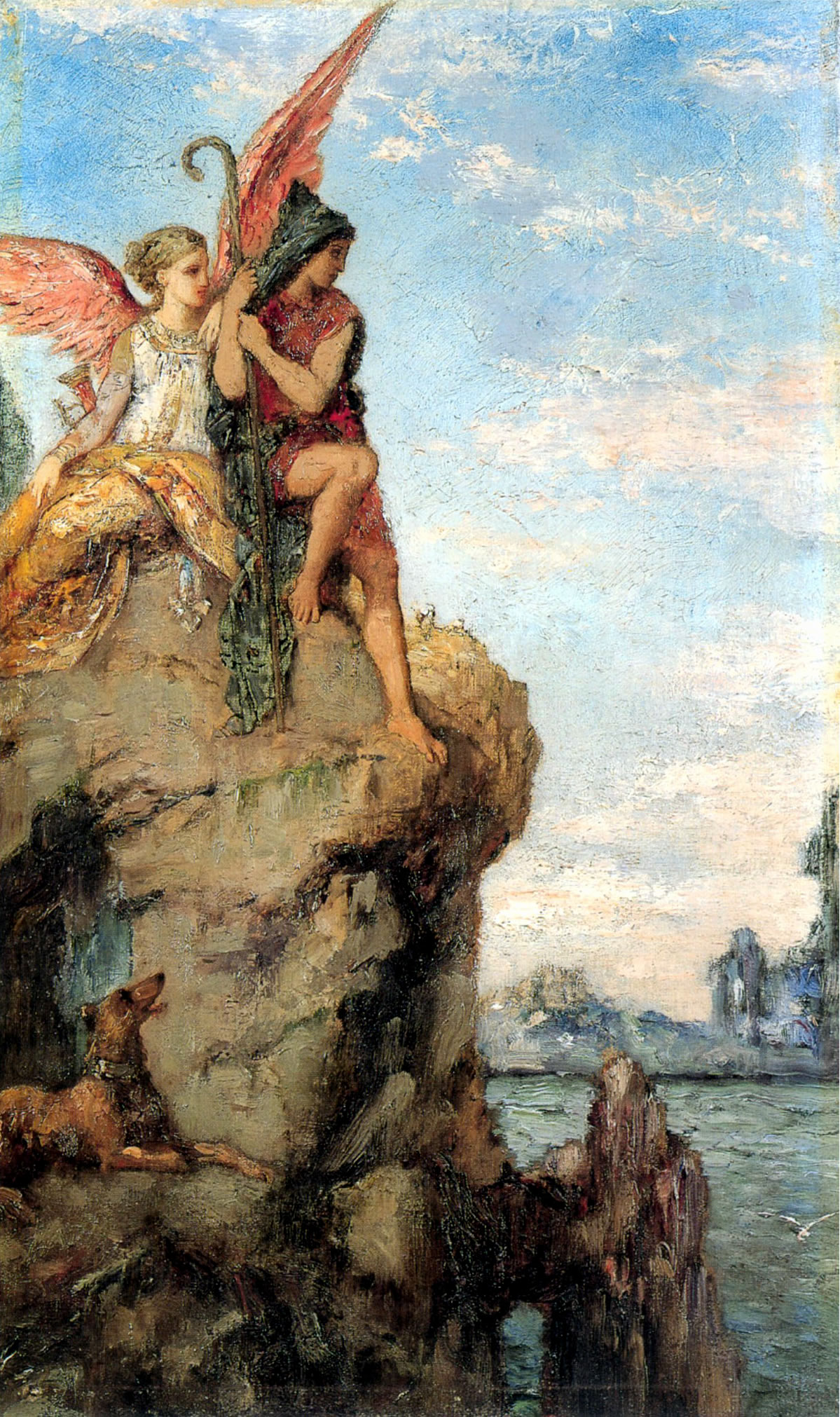
『ヘシオドスとムーサ』1870年 ギュスターヴ・モロー美術館所蔵